# Le Meunier, son fils et l'Âne
Le Meunier, son fils et l'Âne est la première fable du livre III de Jean de La Fontaine situé dans le premier recueil des Fables de La Fontaine, édité pour la première fois en 1668.
La Fontaine a puisé sa source chez Malherbe ou chez Faërne ("Un Père, un Fils et un Âne", Cent Fables, C) qui se sont eux-mêmes inspirés d'un conte connu dès le Moyen Âge en Europe et au Moyen-Orient. On le retrouve dans divers recueils de contes et d'exempla dont l'œuvre du géographe andalou Ibn Said (1213-1286), le Liber de similitudinibus et exemplis de Jacques de Vitry, le Comte Lucanor, livre écrit entre 1330 et 1335 par l'infant de Castille Don Juan Manuel, les histoires attribuées au Turc Nasr Eddin Hodja... Cette fable a été écrite lors d'un séjour à Valmondois.

## Texte
À  M.D.M. 

L'invention des Arts étant un droit d'aînesse,

Nous devons l'Apologue à l'ancienne Grèce.

Mais ce champ ne se peut tellement moissonner

Que les derniers venus n'y trouvent à glaner.

La Feinte (4) est un pays plein de terres désertes :

Tous les jours nos auteurs y font des découvertes.

Je t'en veux dire un trait assez bien inventé.

Autrefois à Racan Malherbe l'a conté.

Ces deux rivaux d'Horace, héritiers de sa Lyre,

Disciples d'Apollon, nos Maîtres, pour mieux dire,

Se rencontrant un jour tout seuls et sans témoins

(Comme ils se confiaient leurs pensers et leurs soins (5)),

Racan commence ainsi : " Dites-moi, je vous prie,

Vous qui devez savoir les choses de la vie,

Qui par tous ces degrés avez déjà passé,

Et que rien ne doit fuir (6) en cet âge avancé,

A quoi me résoudrai-je? Il est temps que j'y pense.

Vous connaissez mon bien, mon talent, ma naissance :

Dois-je dans la Province établir mon séjour,

Prendre emploi dans l'Armée ? ou bien charge à la Cour ?

Tout au monde est mêlé d'amertume et de charmes :

La Guerre a ses douceurs, l'Hymen (7) a ses alarmes.

Si je suivais mon goût, je saurais où buter (8) ;

Mais j'ai les miens, la Cour, le Peuple, à contenter. "

Malherbe là-dessus : " Contenter tout le monde !

Écoutez ce récit avant que je réponde.

J'ai lu dans quelque endroit qu'un Meunier et son Fils,

L'un vieillard, l'autre enfant, non pas des plus petits,

Mais garçon de quinze ans, si j'ai bonne mémoire,

Allaient vendre leur Âne un certain jour de Foire.

Afin qu'il fût plus frais et de meilleur débit (9),

On lui lia les pieds, on vous le suspendit ;

Puis cet Homme et son Fils le portent comme un lustre ;

Pauvres gens, idiots, couple ignorant et rustre.

Le premier qui les vit de rire s'éclata (10).

" Quelle farce (11), dit-il, vont jouer ces gens-là ?

Le plus Âne des trois n'est pas celui qu'on pense. "

Le Meunier à ces mots connaît son ignorance.

Il met sur pied sa Bête, et la fait détaler.

L'Âne, qui goûtait fort l'autre façon d'aller,

Se plaint en son patois. Le Meunier n'en a cure;

Il fait monter son Fils, il suit, et, d'aventure

Passent trois bons Marchands. Cet objet (12) leur déplut.

Le plus vieux au Garçon s'écria tant qu'il put :

" Oh là oh, descendez, que l'on ne vous le dise (13),

Jeune homme qui menez Laquais à barbe grise.

C'était à vous de suivre, au vieillard de monter.

- Messieurs, dit le Meunier, il vous faut contenter. "

L'enfant met pied à terre, et puis le Vieillard monte,

Quand, trois filles passant, l'une dit : " C'est grand'honte

Qu'il faille voir ainsi clocher (14) ce jeune fils,

Tandis que ce nigaud, comme un Évêque assis,

Fait le veau (15) sur son Âne, et pense être bien sage.

- Il n'est, dit le Meunier, plus de Veaux à mon âge.

Passez votre chemin, la Fille, et m'en croyez. "

Après maints quolibets coup sur coup renvoyés,

L'Homme crut avoir tort et mit son Fils en croupe.

Au bout de trente pas, une troisième troupe

Trouve encore à gloser (16). L'un dit : " Ces gens sont fous,

Le Baudet n'en peut plus ; il mourra sous leurs coups.

Hé quoi, charger ainsi cette pauvre Bourrique !

N'ont-ils point de pitié de leur vieux domestique ?

Sans doute qu'à la Foire ils vont vendre sa peau.

- Parbleu, dit le Meunier, est bien fou du cerveau

Qui prétend contenter tout le monde et son Père :

Essayons toutefois, si par quelque manière

Nous en viendrons à bout. " Ils descendent tous deux.

L'Âne, se prélassant (17), marche seul devant eux.

Un Quidam (18) les rencontre, et dit : " Est-ce la mode

Que Baudet aille à l'aise, et Meunier s'incommode ?

Qui de l'Âne ou du Maître est fait pour se lasser ?

Je conseille à ces Gens de le faire enchâsser (19).

Ils usent leurs souliers, et conservent leur Âne.

Nicolas au rebours ; car quand il va voir Jeanne,

Il monte sur sa bête, et la chanson le dit. (20)

Beau trio de Baudets! " Le Meunier repartit :

" Je suis Âne, il est vrai, j'en conviens, je l'avoue ;

Mais que dorénavant on me blâme, on me loue ;

Qu'on dise quelque chose ou qu'on ne dise rien ;

J'en veux faire à ma tête. " Il le fit, et fit bien.

Quant à vous suivez Mars, ou l'Amour, ou le Prince ;

Allez, venez, courez, demeurez en Province ;

Prenez Femme, Abbaye, Emploi, Gouvernement (21) :

Les Gens en parleront, n'en doutez nullement (22).

## Images, iconographie et photographies

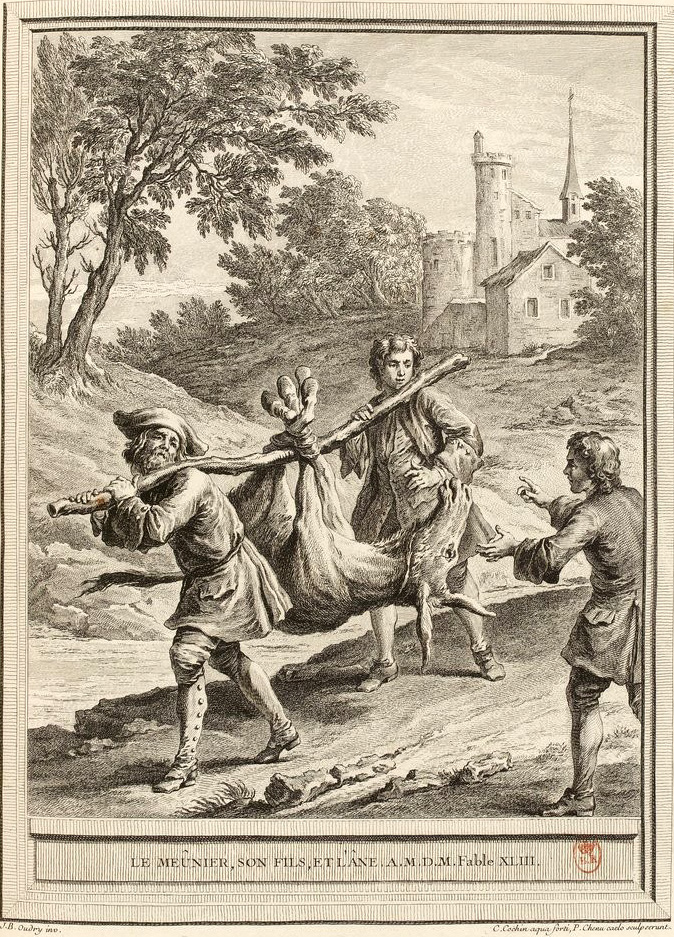
Gravure de Pierre Chenu et de Charles-Nicolas Cochin d'après un dessin de Jean-Baptiste Oudry (1755).
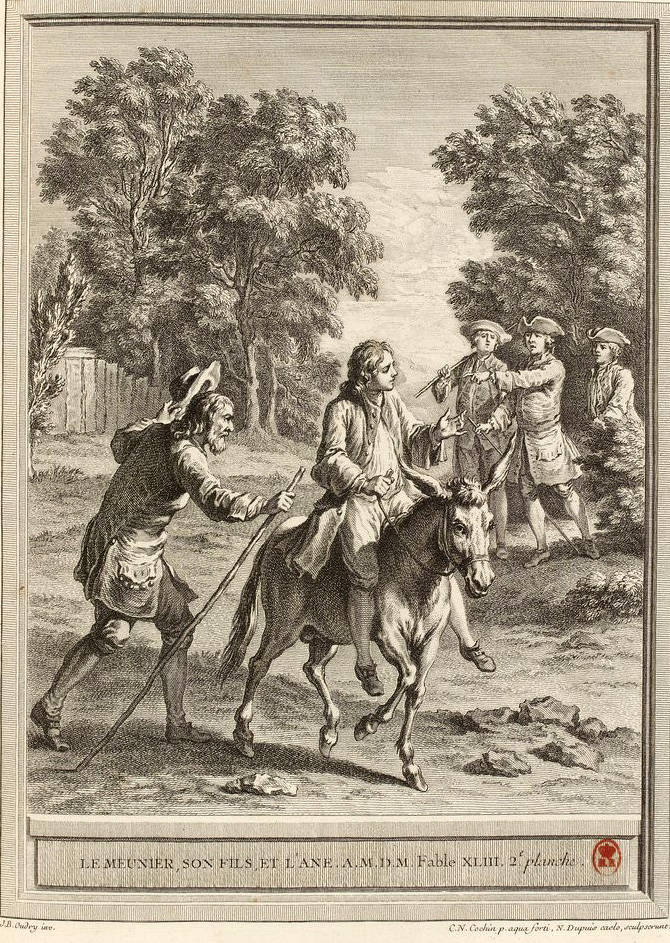
Gravure de Nicolas-Gabriel Dupuis et de Charles-Nicolas Cochin d'après un dessin de Jean-Baptiste Oudry (1755).
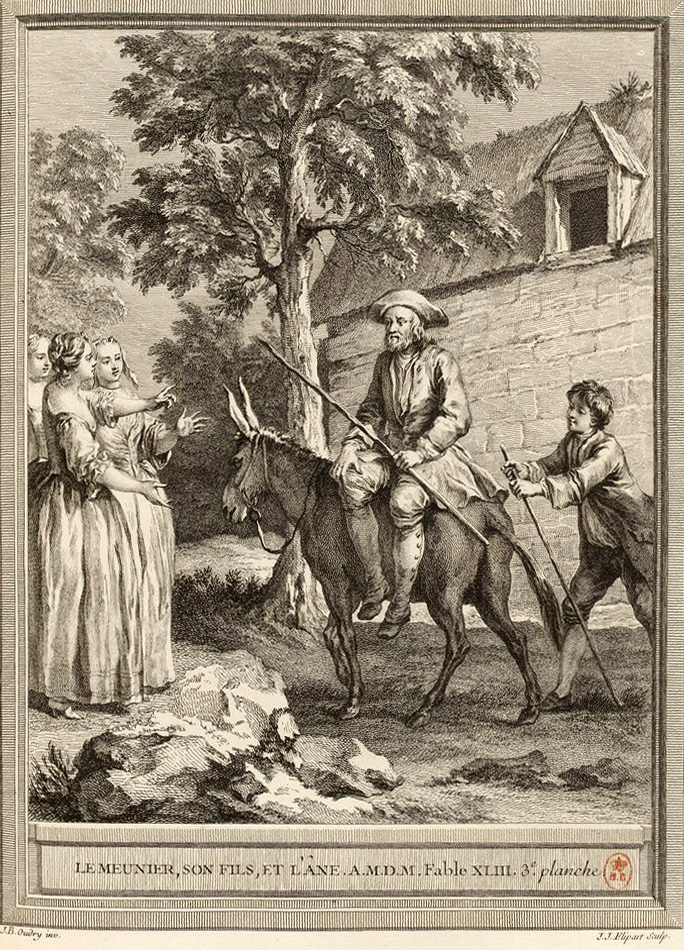
Gravure de Jean-Jacques Flipart d'après un dessin de Jean-Baptiste Oudry.
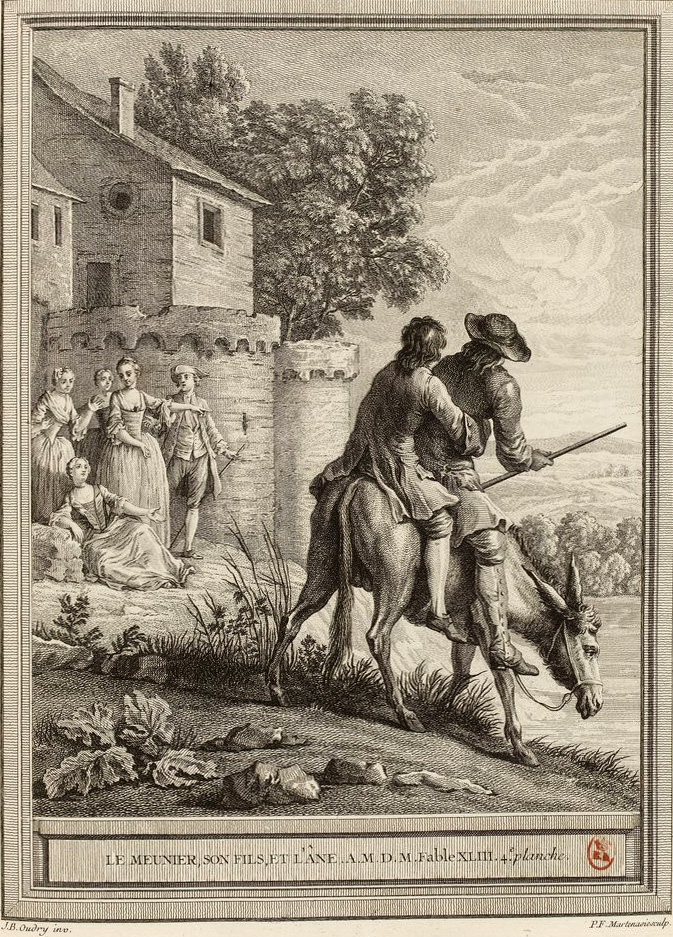
Gravure de Pieter Franciscus Martenisie d'après un dessin de Jean-Baptiste Oudry.
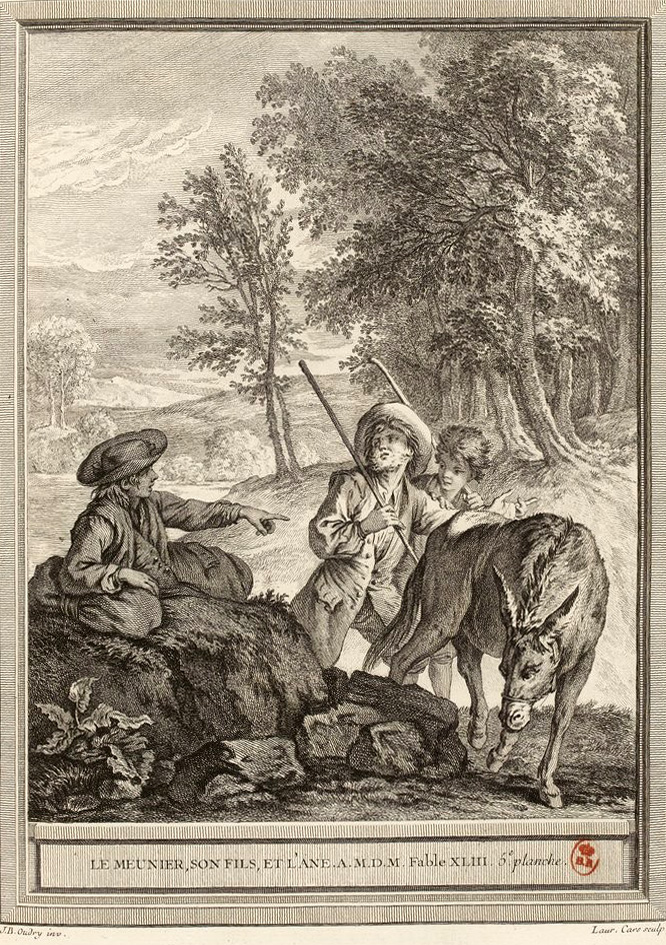
Gravure de Laurent Cars d'après un dessin de Jean-Baptiste Oudry.
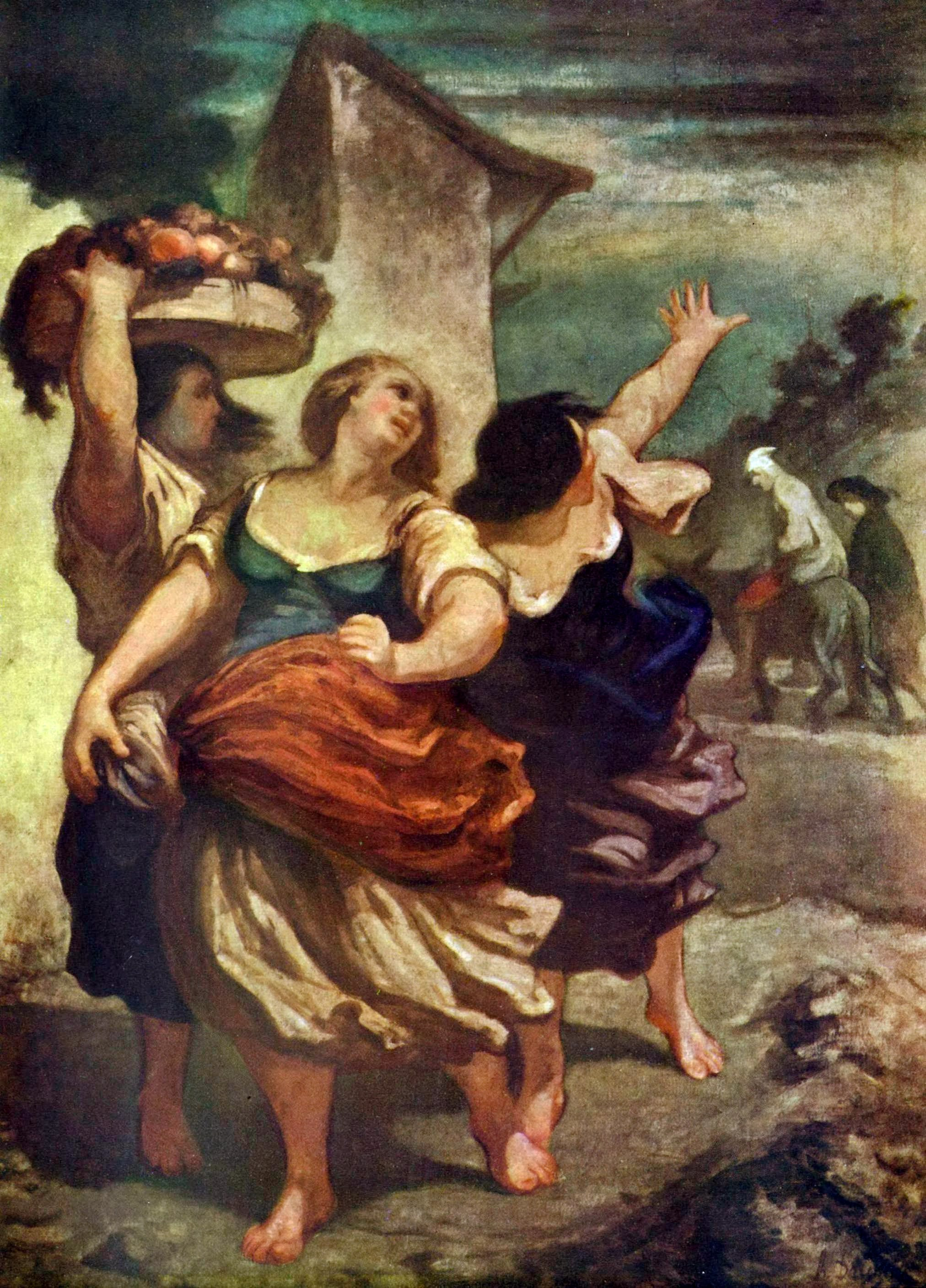
Le Meunier, son fils et l'Âne Honoré Daumier, 1849 Collection Burrell, Glasgow
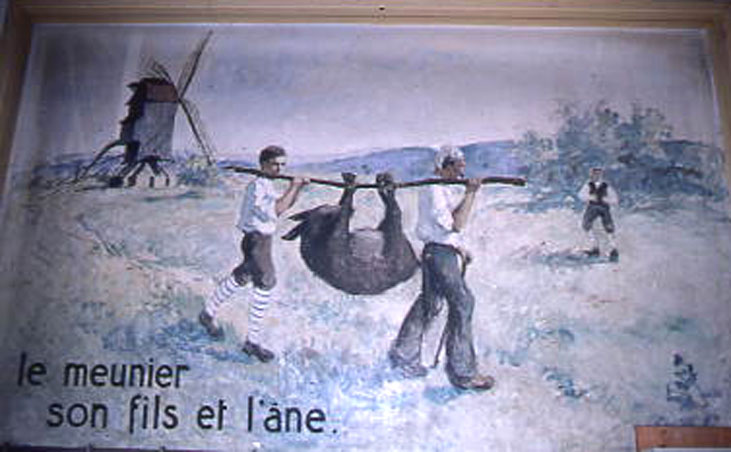
Peinture murale du groupe scolaire Jules Ferry à Conflans-Sainte-Honorine réalisée en 1936 par un peintre inconnu.
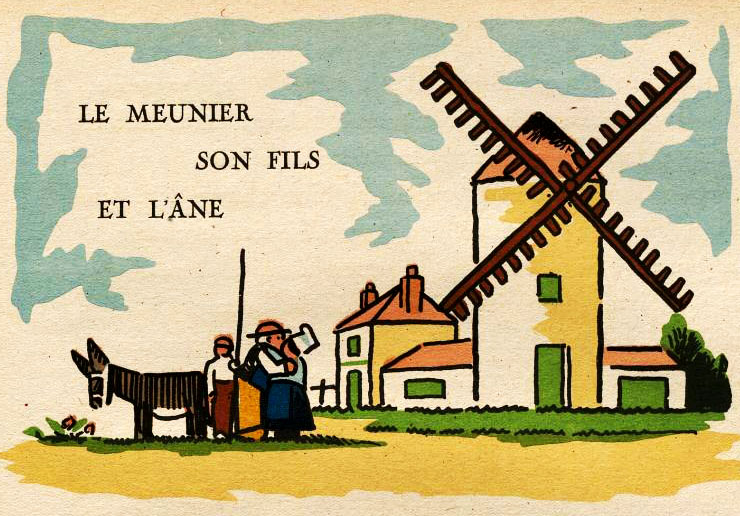
Illustration de André Hellé (1946).